# فرودگاه چارلستون
فرودگاه چارلستون (به انگلیسی: Charleston Municipal Airport) یک فرودگاه همگانی با کد یاتا 09M است که یک باند فرود آسفالت دارد و طول باند آن ۹۱۴ متر است. این فرودگاه در کشور ایالات متحده آمریکا قرار دارد و در ارتفاع ۵۳ متری از سطح دریا واقع شده‌است.